# 9 cm Minenwerfer M14
Le 9 cm Minenwerfer M14 était un mortier léger utilisé par l'Autriche-Hongrie pendant la Première Guerre mondiale. Il fut conçu par le Technisches und Administratives Militär-Komitee (TMK) de l'armée austro-hongroise  afin de satisfaire rapidement la demande en mortiers légers, et entra en service en novembre 1914.
Il utilisait de la poudre noire comme propulseur, ce qui dégageait des nuages de fumées épaisses lors des tirs et révélait sa position. 
Le mortier avait un système de chargement par la culasse pour des pétards de 1 et 2 kg, puis des bombes (explosives, incendiaires ou à gaz) emmanchées à la bouche du tubes furent utilisées.  
Sa portée maximale de tir était de 199 mètres.
Il était monté sur un cadre qui ne permettait pas les rotations, ce qui obligeait de déplacer entièrement la pièce pour les changements de visées horizontales.
Il fut remplacé à la mi-1916 par le 9 cm Minenwerfer M14/16, pesant 65 kg dont la portée maximale passait à 365 mètres et qui possédait une plate-forme circulaire permettant la rotation du tube sur 360 degrés. 
En janvier 1918 apparut le 9 cm Minenwerfer M17, dont la portée s'étageait de 300 à 1 200 mètres.